# 莫尔图加巴
莫尔图加巴是巴西巴伊亚州的一个市镇。总面积670.608平方公里，总人口12373人，人口密度18.5人/平方公里。